# McLeod Lake Indian Reserve 1
McLeod Lake Indian Reserve 1 är ett reservat i Kanada.   Det ligger i provinsen British Columbia, i den centrala delen av landet, 3 500 km väster om huvudstaden Ottawa. McLeod Lake Indian Reserve 1 ligger vid sjön McLeod Lake.
I omgivningarna runt McLeod Lake Indian Reserve 1 växer i huvudsak barrskog. Trakten runt McLeod Lake Indian Reserve 1 är nära nog obefolkad, med mindre än två invånare per kvadratkilometer.